# جيب صخري علوي
الجيب الصخري العلوي هو أحد الجيوب الوريدية الجافية الواقعة تحت الدماغ. يستقبل الدم من الجيوب الكهفية ويمر للخلف وإلى الجانب ليصب في الجيب المستعرض. يمتدُ الجيب في الهامش المرفق بخيمة المخيخ، في أخدود في الجزء الصخري من العظم الصدغي الذي شكله الجيب نفسه-التلم الصخري العلوي.
يستقبل الجيب الجيبي بعض الأوردة المخيخيّة، والأوردة الدماغية السفلية [الإنجليزية]، والأوردة من الجوف الطبلي.

## معرض الصور

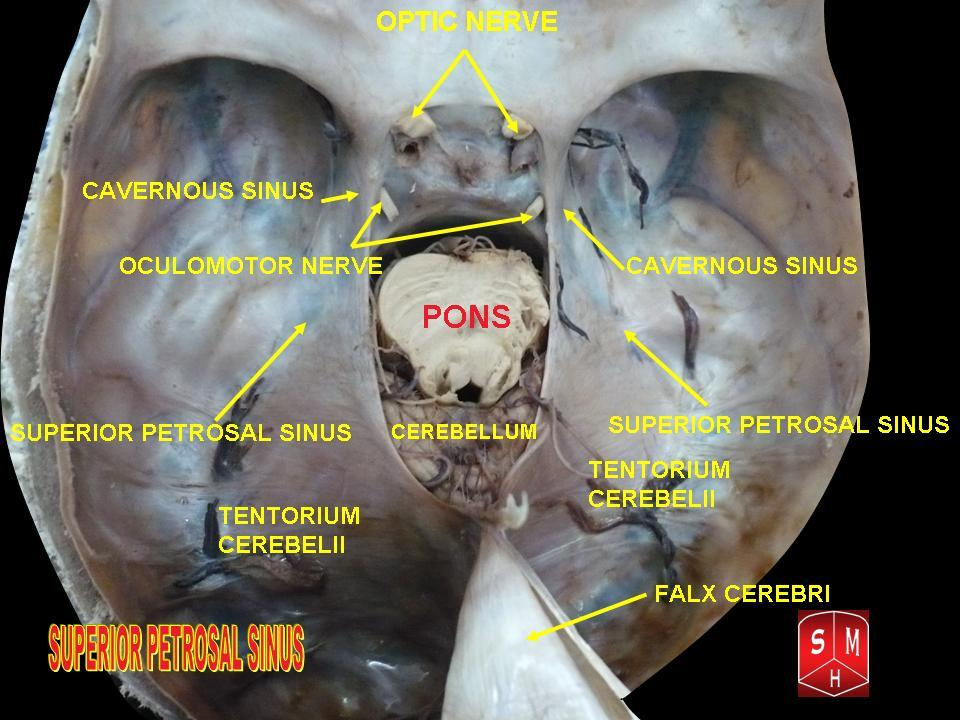
الجيب الصخري العلوي.